# 野村晋一
野村 晋一（のむら しんいち、1916年6月3日 - 1991年11月10日）は、日本の獣医、競馬評論家。

## 生涯
福島県白河市出身。1941年東京帝国大学農学部獣医学科卒。農林省日高種馬牧場嘱託。
1956年「馬の肘関節及び肘関節の機構学的研究」で東京大学農学博士。東大農学部助教授、1966年教授、1977年定年退官、名誉教授。
1971年日本農学賞、読売農学賞受賞。1989年勲三等瑞宝章受章。

## 著書
- 『NOWな競馬学』デイリースポーツ社 1973
- 『サラブレッド やさしい競馬の科学』幸書房 1974
- 『概説馬学』新日本教育図書 1977
- 『サラブレッド』新潮選書 1985
- 『サラブレッドの研究』中央競馬ピーアール・センター 1987

### 共著
- 『野村晋一・野平祐二の競馬の科学』二見書房 サラ・ブックス 1975

## 論文
- 野村晋一